# Бабий заговор

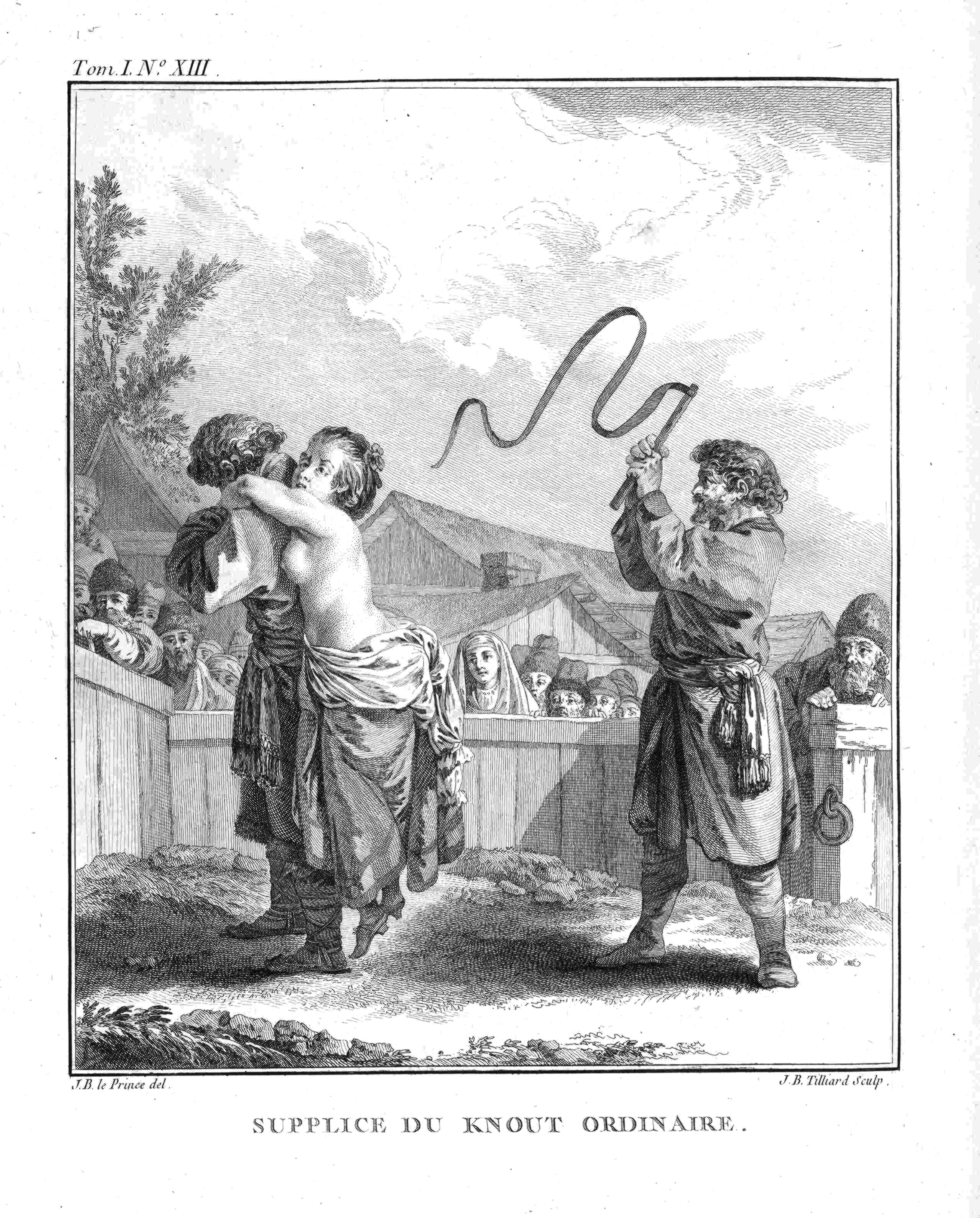
Наказание кнутом Н. Лопухиной. Гравюра Ж.-Б. Лепренса из книги, 1766 год.

«Бабий заговор» (также дело Лопухиных) — заговор против российской императрицы Елизаветы Петровны, раскрытый в июле 1743 года.
Елизавета, взошедшая на престол в 1741 году путём дворцового переворота, и не желавшая кровопролития, продолжала опасаться низложенного Иоанна Антоновича.
Н. Ф. Лопухина решила отправить письмо своему любовнику Р. Г. Лёвенвольде, сосланному Елизаветой в Соликамск. Для передачи письма она выбрала офицера, ехавшего на смену для охраны Лёвенвольде в Соликамске. Этот офицер, Яков Бергер, получив записку от сына Лопухиной, Ивана, донёс о просьбе Лестоку в надежде, что ехать на Урал не придётся. Лесток нашёл ситуацию удобной для преследования своего врага, вице-канцлера А. П. Бестужева (Лопухина была подругой графини А. Г. Бестужевой, которая в свою очередь приходилась невесткой Бестужеву) и поручил Бергеру разговорить И. С. Лопухина, карьера которого после смерти Анны Иоановны порушилась, и который спьяну при свидетелях начал в трактире ругать императрицу. После ареста в тот же день и пыток Иван дал показания, что перед своим отъездом его мать посетил австрийский посол Ботта д’Адорно, рассказавший о своих планах с помощью Фридриха II освободить брауншвейгское семейство; об этом также узнали А. Г. Бестужева и её дочь А. П. Ягужинская: 
В Москве приезжал к матери моей маркиз Ботта, и после его отъезда мать пересказывала мне слова Ботты, что он до тех пор не успокоится, пока не поможет принцессе Анне. Ботта говорил, что и прусский король будет ей помогать, и он, Ботта, станет о том стараться. Те же слова пересказывала моя мать графине Анне Гавриловне Бестужевой, когда та была у неё с дочерью Настасьею.
Будучи арестованными, Лопухина и Ягужинская признали осведомлённость о заговоре; Бестужева, несмотря на пытки, всё отрицала, включая какую-либо вовлечённость своего нового мужа Михаила и вице-канцлера. Лесток, стремившийся с помощью этого скандала, в котором оказались замешаны ближайшие родственники Бестужева, свергнуть вице-канцлера, успеха не имел: даже Михаил Бестужев-Рюмин к расследованию не привлекался, хотя во время следствия и содержался под караулом.
В конечном итоге арестованы были также:
- муж Лопухиной С. В. Лопухин;
- A. Е. Зыбин;
- поручик Иван Петрович Машков (Мошков);
- вице-ротмистр конногвардеец Якоб-Генрих Лилиенфельд;
- адъютант-конногвардеец Степан Колычев;
- камергер К.-Г. Лилиенфельд;
- жена К.-Г. Лилиенфельда Софья Васильевна;
- князь С. В. Гагарин;
- князь И. Т. Путятин;
- подпоручик Нил Акинфов;
- дворянин Николай Ржевский.

Окончательное решение от 19 августа гласило, что Степан, Наталья и Иван Лопухины «по доброжелательству к принцессе Анне и по дружбе с бывшим обер-маршалом Левенвольдом, составили… замысел…». Приговор гласил: вырвать языки и колесовать, но 28 августа Елизавета Петровна смягчила приговор: бить кнутом; вырвать языки, сослать в Сибирь, всё имущество конфисковать. Дочерей Бестужевой Настасью, Анну и Прасковью сослали в отдалённые деревни. Также к казни были приговорены С. В. Лилиенфельд, И. Машков, А. Е. Зыбин, И. Т. Путятин, их наказания были также смягчены. Н. Акимфова, С. Колычева, вице-ротмистра Лилиенфельда отправили в армейские полки, К.-Г. Лилиенфельд был отправлен в ссылку в деревню, Н. Ржевский бит плетьми и разжалован в матросы.
Хитросплетения «Лопухинского дела» и связанные с ними приключения вымышленных героев-гардемаринов были описаны Ниной Соротокиной в романе «Трое из навигацкой школы», по мотивам которого был снят многосерийный художественный фильм «Гардемарины, вперёд!» (режиссёр Светлана Дружинина, 1987).